# Святые Эметерий и Селедоний
Святые Эметерий и Селедоний (исп. Santos Emeterio y Celedonio) — святые римско-католической церкви, по преданию, отдавшие свою жизнь за христианство во время великого гонения при императоре Диоклетиане. Святые-покровители столицы Кантабрии Сантандера, и поселения Калаорра (Ла-Риоха), около которой умерли.
Точной биографии Эметерия и Селедония не существует, но по традиции, святой Эметерий и Селедоний были братьями, которые отказались отступить от христианской веры во времена гонений либо Диоклетиана, либо Валериана. Братья отказались отступить от веры и им отрубили головы, первоначально подвергнув пыткам в окрестностях Калаорра. Отсюда предание связывает расположение собора Калаорра (Санта-Марии), вне черты города. Затем их головы поместили в каменную лодку, и направили на север. Так они прибыли в Сантандер, где и нашли упокоение на холме Соморростро. 
Со времён короля Альфонсо II головы Эметерия и Селедония находятся в аббатстве Святых Тел (в современном Сантандерском соборе), а останки их в соборе Калаорра.